# Ophiactis luetkeni
Ophiactis luetkeni är en ormstjärneart som beskrevs av Marktanner-Turneretscher 1887. Ophiactis luetkeni ingår i släktet Ophiactis och familjen bandormstjärnor. Inga underarter finns listade i Catalogue of Life.